# Oberthur Technologies
 (novembre 2015).
Pour les articles homonymes, voir Oberthur.
Oberthur Technologies, est une ancienne entreprise française spécialisée dans la conception et la fabrication de solutions et de services de sécurité embarqués, pour les secteurs du paiement, des télécommunications et de l’identité. Elle a fusionné en décembre 2017 avec Morpho pour former Idemia.
Avant fusion, le groupe employait plus de 6 500 personnes et était implantée dans 50 pays. L'activité de R&D (recherche et développement) impliquait plus de 700 ingénieurs dans 12 centres de recherche.

## Historique et dates-clés[3]
Oberthur Technologies est l'un des descendants de l'Imprimerie Oberthur, fondée en 1842 à Rennes par François-Charles Oberthür.
À la suite de difficultés financières, l'Imprimerie Oberthur, contrainte de déposer son bilan en mars 1981, est liquidée en novembre 1983 puis scindée en 3 entreprises indépendantes :
- Ouest Impression Oberthur, entreprise d’imprimerie et de reliure ;
- François-Charles Oberthur Fiduciaire, une entreprise d’imprimerie fiduciaire ;
- Éditions Oberthur, entreprise spécialisée dans l’impression de calendriers et d’agendas.

En 1984, François-Charles Oberthur Fiduciaire est créée après le rachat de l'activité fiduciaire pour 1 franc symbolique par Jean-Pierre Savare, cadre de la BNP. En 1985, François-Charles Oberthur Fiducaire se lance dans la conception et la production de cartes en créant François-Charles Oberthur Card Systems. En 1989, l'entreprise s'allie avec Bull pour former CP8 Oberthur. Ce partenariat perdure jusqu'en 1997, CP8 Oberthur devenant alors Oberthur Smart Cards. En 1999, Oberthur Smart Cards devient Oberthur Cards Systems lorsqu'il rachète De La Rue Cards Systems, activité cartes de De La Rue. Ce rachat quadruple les effectifs et le chiffre d'affaires de l'activité cartes,.
En 2001, Oberthur acquiert Logica Impresora, une société espagnole d'impression.
Ouverture d'un centre de personnalisation au Brésil à Sao Paulo. Ouverture d'une usine à Shenzhen. En 2005, Oberthur acquiert de Africard, basée à Johannesbourg en Afrique du Sud. En 2006, Oberthur Cards Systems renforce son activité asiatique en rachetant I'm Technologie, concepteur singapourien de cartes SIM bon marché, pour 17 millions d'euros. Ouverture d'un centre de personnalisation en Inde à Noida, dans la banlieue de New Delhi.
En 2007, les activités des entreprises Oberthur Card Systems, François-Charles Oberthur Fiduciaire et Oberthur Cash Protection, toutes possédées par la famille Savare, sont fusionnées en une seule entité, Oberthur Technologies. En 2008, les activités identitaires sont regroupées dans une division Identité indépendante. Cette même année Oberthur Technologies rachète Xponcard, acteur nordique du marché de la carte, et hérite ainsi de ses différents sites de personnalisation, implantés en Suède, Danemark, Norvège et Finlande.
En 2010, Oberthur Technologies acquiert à la fin de l'année de 23,5 % de GOTrust Technology Inc, spécialiste taïwanais de la microSD. La même année, Oberthur Technologies est mis en échec lors du rachat de De La Rue. En 2011, Oberthur Technologies est scindée en deux entre les activités relatives aux cartes à puce et à l’identité qui restent sous le nom Oberthur Technologies et, de son côté, Oberthur Fiduciaire regroupe l'impression de haute sécurité. Après un achat à effet de levier en fin d'année, Advent International devient actionnaire majoritaire de la société Oberthur Technologies.
En 2013, Oberthur Technologies devient OT the M Company, pour marquer sa réorientation vers les solutions de sécurité destinées à la mobilité des usagers et des consommateurs. En 2014, l'entreprise acquiert NagraID Security, fondée par Cyril Lalo et Philippe Guillaud, spécialisée dans la conception de cartes à écran, permettant d’afficher des cryptogrammes de sécurité dynamiques.
En 2017, Oberthur Technologies et Morpho fusionnent pour créer Idemia.
En novembre 2017, après une longue enquête effectuée par The World Bank Group's Integrity Vice Presidency ("INT") , Oberthur Technologies est lourdement sanctionné et interdit de répondre aux projets financés par la Banque Mondiale et autres organismes internationaux, pendant 3 ans notamment pour corruption et collusion. 
Le 16 janvier 2018 la société prend le nom d'Idemia France.

## Activité, rentabilité, effectif
|                                        | 2014   | 2015   | 2016  | 2017   | 2018    | 2019   |
| -------------------------------------- | ------ | ------ | ----- | ------ | ------- | ------ |
| Chiffre d'affaires en millions d'euros | 718    | 855    | 784   | 759    | 713     | 869    |
| Résultat en millions d'euros (+ ou -)  | + 27,9 | + 36,9 | + 5,5 | -146,7 | - 130,6 | - 98,8 |
| Effectif moyen annuel                  | 1 641  | 1 503  | 1 484 | 1 402  | nc      | nc     |

## Organisation
Fin 2007, Oberthur Technologies est issue du regroupement d'Oberthur Card Systems et de François-Charles Oberthur Fiduciaire. Le groupe est alors divisé en 4 divisions :
- La division Card Systems (76,8 % du CA 2009). Cette division assure la conception, la personnalisation graphique et électrique des cartes à puce. Les différents marchés adressés sont les suivants :
  - les cartes bancaires : Cartes de paiement EMV, à puces ou magnétiques ;
  - les cartes SIM et USIM pour la téléphonie mobile ;
  - les titres électroniques de transport (à l'instar des cartes Navigo) ;
  - les cartes pour la Pay Tv (télévision à accès payant).

- La division Identité (9,4 % du CA 2009). La division Identité, issue de la division Card Systems, se consacre plus spécifiquement à la conception de produits identitaires des différentes gammes du marché :
  - documents gouvernementaux (cartes d'identités, passeports et permis de conduire électroniques) ;
  - marché de la Santé : Cartes de sécurité sociale, cartes de professionnels de santé ;
  - contrôle d'accès physique et logique (badge d'accès pour les entreprises).

- La division Fiduciaire (12 % du CA 2009). Cette entité est spécialisée dans l'impression de documents fiduciaires et sécurisés (passeports, classiques ou biométriques, billets de banque et chéquiers). Cette division, constituée de 700 personnes, est le troisième imprimeur mondial de billets de banque[21].

- La division Cash Protection (1,8 % du CA 2009), fournisseur de solutions sécurisées de transport de fonds, résultat du rachat de Axytrans en 1993[22].

En 2013, la division Cards System fait seule partie d'Oberthur Technologies, les trois autres divisions ayant été regroupés, en 2011, dans une nouvelle entité, Oberthur Fiduciaire.
En 2015, Oberthur Technologies se compose de 4 Business Units : Paiement, Télécom, Identité et Solutions.

## Implantation géographique
Le siège social d'Oberthur Technologies est localisé à Colombes.
En 2013, le groupe dispose de 11 sites de production et de 35 centres de service, répartis sur les 5 continents.
Les principaux centres de service sont implantés en France (Dijon), au Royaume-Uni (Tewkesbury), aux États-Unis (Chantilly et Los Angeles), ainsi qu'en Chine (Shenzhen).
La répartition géographique du CA 2008 est la suivante : Europe, Moyen-Orient, Afrique (67 %), Amériques (23 %) et Asie-Pacifique (10 %).